# Боровиці (Мазовецьке воєводство)
Боровиці (пол. Borowice) — село в Польщі, у гміні Бодзанув Плоцького повіту Мазовецького воєводства.
Населення — 415 осіб (2011).
У 1975-1998 роках село належало до Плоцького воєводства.

## Демографія
Демографічна структура станом на 31 березня 2011 року:
|          | Загалом | Допрацездатний вік | Працездатний вік | Постпрацездатний вік |
| -------- | ------- | ------------------ | ---------------- | -------------------- |
| Чоловіки | 210     | 52                 | 136              | 22                   |
| Жінки    | 205     | 45                 | 113              | 47                   |
| Разом    | 415     | 97                 | 249              | 69                   |